# Nilus esimoni
Espèce
Synonymes
- Thalassius esimoni Sierwald, 1984

Nilus esimoni est une espèce d'araignées aranéomorphes de la famille des Pisauridae.

## Distribution
Cette espèce est endémique de Madagascar. Elle se rencontre sur l'île Sainte-Marie.

## Description
La femelle holotype mesure 11 mm.

## Étymologie
Cette espèce est nommée en l'honneur d'Eugène Simon.

## Publication originale
- Sierwald, 1984 : Madagassische Arten der Gattung Thalassius Simon, 1885 (Arachnida: Araneae: Pisauridae). Verhandlungen des Naturwissenschaftlichen Vereins in Hamburg, vol. 27, p. 405-416.